# Rio Greci
O Rio Greci é um rio da Romênia, afluente do Măcin Branch, Danúbio, localizado no distrito de Tulcea.